# T'beet

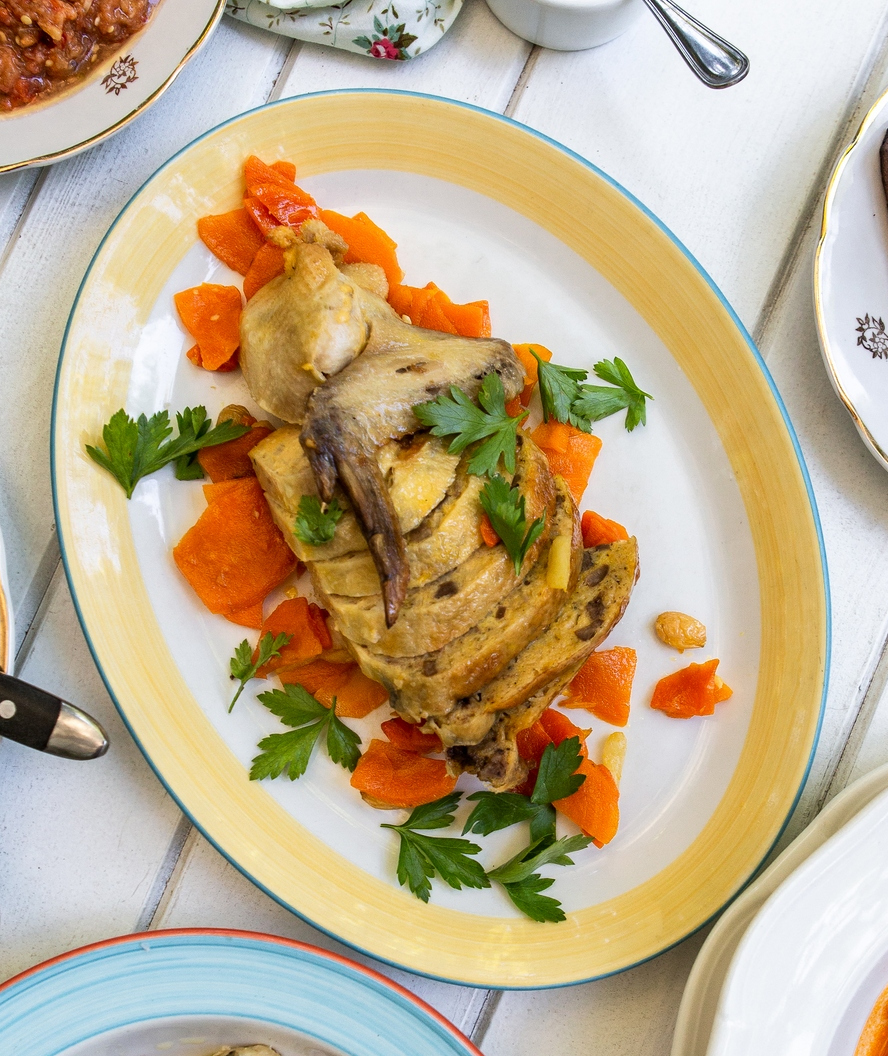
Gefilte Helzel mit Flügel noch dran

T'beet (auch tebeet) ist ein gefülltes, in Reis geschmortes Brathuhn aus der jüdischen Küche. Es war die typische Speise zum Sabbat der irakischen Juden, Mizrachim genannt. Entweder wurde das Huhn entbeint und gefüllt, oder die Haut wurde im Ganzen entfernt und dann gefüllt.
Das Huhn wird mit Reis, Tomatenscheiben, Kurkuma, Salz, Pfeffer, dem Hühnerklein und -fleisch gefüllt und zugenäht. Die Haut des Halses wird auf ähnliche Weise ausgestopft (Gefilte Helzel), dann werden die gefüllten Teile zusammen in einem gefetteten Bräter mit Reis gegart.
Der Name T'beet kommt vom arabischen Wort „tabayit“ und bedeutet „über Nacht bleiben“.